# مداوة نباتية
المداواة النباتية (phytotreatment) هو مصطلح بيئي يشير إلى زراعة نباتات متخصصة في امتصاص ملوثات معينة من التربة بواسطة جذورها أو أوراقها. وهذا يقلل تركيز الملوثات في التربة، ولكنه يدخلها في كتل حيوية يمكن أن تعود إلى البيئة عندما يموت النبات أو يتم حصده.